# Paolo Cecchetto
Paolo Cecchetto (Legnano, 19 luglio 1967) è un paraciclista italiano medaglia d'oro nella corsa in linea maschile H3 ai Giochi paralimpici di Rio de Janeiro 2016 e nella staffetta a squadre miste nei Giochi paralimpici di Tokyo 2020.

## Biografia
All'età di 21 anni, in seguito a un incidente motociclistico, perse l'uso delle gambe diventando paraplegico. Dopo l'incidente iniziò a praticare diversi sport in carrozzina, appassionandosi particolarmente all'atletica leggera paralimpica, che pratica per circa dodici anni. 
Si avvicinò al paraciclismo alla fine degli anni 1990 partecipando a gare nazionali e internazionali nella categoria H3 (paraplegici o amputati in entrambe le gambe con una totale stabilità del tronco). Vinse il suo primo titolo italiano nel 2000; nel 2007 venne convocato in nazionale andando a vincere la sua prima medaglia nella gara a cronometro a squadre ai campionati del mondo di paraciclismo di Bordeaux, in Francia, insieme a Roland Ruepp, Roberto Brigo e Vittorio Podestà. 
Nel 2010 fu medaglia d'oro nella tappa di Alba del Giro d'Italia Handbike, classificandosi primo anche nella classifica generale. Nel 2011 partecipò ai mondiali di Roskilde, in Danimarca, aggiudicandosi la medaglia d'argento su strada. 
Il 2012 è l'anno della sua prima paralimpiade, concludendo in settima posizione la corsa su strada maschile e al dodicesimo posto la gara a cronometro. Fu poi nuovamente vincitore del Giro d'Italia Handbike, conquistando il primo posto nelle tappe di Somma Lombardo e Verona.
Nel 2014 veste nuovamente la maglia rosa dopo aver vinto le tappe di San Marino e Somma Lombardo del Giro d'Italia Handbike, riptendo i risultato nel 2015. Lo stesso anno fu campione italiano assoluto di paraciclismo.
Nel 2016 partecipò ai Giochi paralimpici di Rio de Janeiro, portando a casa la medaglia d'oro nella corsa in linea e classificandosi tredicesimo nella cronometro.

## Carriera

### Palmarès
- Giochi paralimpici

Rio de Janeiro 2016: oro nella corsa in linea maschile H3
Tokyo 2020: oro nella staffetta a squadre miste con Luca Mazzone e Diego Colombari

### Piazzamenti
- Giochi paralimpici

Londra 2012 - Corsa su strada maschile H2: 7º
Londra 2012 - Cronometro maschile H2: 12º
Rio de Janeiro 2016 - Cronometro H3: 13º